# 설리 (1994년)
설리(본명: 최진리, 1994년 3월 29일 ~ 2019년 10월 14일)는 SM 엔터테인먼트에 소속되어 활동하던 대한민국의 배우이자 가수였다. 설리는 2005년 방영된 SBS의 드라마 《서동요》에서 어린 선화공주 역으로 캐스팅되어 배우로 데뷔하였으며, 2009년부터 걸 그룹 f(x)의 멤버로 합류하여 가수로도 활동하다 2015년에 f(x)를 탈퇴하였다. 2019년 6월, 솔로 데뷔 싱글 《Goblin》을 발매했는데 이는 그녀가 솔로 아티스트로서 발매한 첫 싱글임과 동시에 설리의 디스코그래피에 종점을 찍는 마지막 작품이기도 하다.

## 학력
- 서울청담초등학교 (졸업)
- 청담중학교 (졸업)
- 서울공연예술고등학교 (연극영화과 / 졸업)

## 생애

### 연예계 활동
설리는 1994년 3월 29일 대한민국 부산직할시 해운대구 (現 부산광역시 해운대구)에서 시의원의 자녀로 태어났다. 하지만 친인척들이 연예인을 무시해서 그다지 시선이 곱지 못 했다고 한다. 2004년 중부초등학교 4학년 때 서울의 MTM 연기 아카데미를 다니다 2005년 이병훈 감독의 드라마 《서동요》에서 선화공주 (이보영)의 아역으로 출연하였다. 아역 배우로 생활을 하면서 인기를 끌기 시작했고 오디션 연습을 병행하였다.
SM 엔터테인먼트 오디션에 발탁되어 계약하며 4년의 연습생 생활을 거쳐 2009년 5인조 아시아 댄스 팝 걸 그룹 f(x)의 멤버로 가수 데뷔를 하였다. 그로부터 1년 후 오래 동안 침묵했던 설리는 2015년 8월 7일 공식적으로 걸그룹 f(x)에서 탈퇴하고 현 기획사에서 연기자로서 연기 활동에 집중하기로 했다고 밝혔다.

### 사망, 연예 뉴스 댓글 서비스 폐지
2019년 10월 14일 데뷔 14년 만에 경기도 성남시 수정구에 있는 자택에서 극단적 선택을 했다. SM 엔터테인먼트는 오후 8시 경 공식 입장을 발표하며 애도를 표했다.
생전에 많은 네티즌들이 자신을 겨냥한 악성 댓글들로 인해 심각한 고통을 받고 있던 것으로 추측된다.
그로부터 42일 후 같은 해 11월 24일에는 걸그룹 카라 출신이자 가수 겸 배우 구하라가 서울특별시 강남구의 자택에서 생을 마감했다. 두 사람이 생전에 절친했던 사이로 알려지면서 안타까움이 더해졌다.
설리, 구하라의 사망 사건 이후 연예계뿐만 아니라 대중들은 엄청난 충격을 받았고, 두 사람의 사망 원인을 연예뉴스 댓글 때문이라며 연예뉴스 댓글 서비스를 폐지하자는 여론의 목소리가 높아졌다. 이 사태를 심각하게 지켜본 다음은 설리 사망 이후 2019년 10월 31일에 가장 먼저 연예뉴스의 댓글 서비스를 폐지하였고, 2020년 3월 5일에는 네이버도 연예인의 인권 보호 차원으로 이어서 동참했으며 그로부터 4개월 후에는 같은 해 7월 7일에 네이트 역시 동참하면서 줌을 제외한 포털 사이트의 연예 뉴스 댓글 서비스가 폐지되었다.
설리가 세상을 떠난 지 11개월 후 2020년 9월 10일에 MBC 다큐플렉스 《설리가 왜 불편하셨나요?》라는 추모 다큐가 방영되었다.

## 출연 작품

### 드라마
| 연도 | 제목                           | 역할          | 비고        |
| ---- | ------------------------------ | ------------- | ----------- |
| 2005 | 드라마시티 - 도깨비가 있다     |               | 1부작       |
| 2005 | 서동요                         | 어린 선화공주 | 56부작      |
| 2005 | 사랑은 기적이 필요해           | 나선준        | 20부작      |
| 2006 | 드라마시티 - 꽃분이가 왔습니더 | 노꽃분        | 1부작       |
| 2010 | 오! 마이 레이디                | 패션쇼 모델   | 특별출연    |
| 2012 | 아름다운 그대에게              | 구재희        | 16부작      |
| 2019 | 호텔 델루나                    | 정지은        | 카메오 출연 |

### 영화
| 연도 | 제목                 | 역할        | 비고            |
| ---- | -------------------- | ----------- | --------------- |
| 2006 | 베케이션             | 어린 진주   | ep.4 Eternal 편 |
| 2007 | 펀치 레이디          | 곽춘심      |                 |
| 2008 | 바보                 | 어린 지호   |                 |
| 2010 | 새미의 어드벤쳐      | 해츨링 셸리 | 한국어 더빙     |
| 2012 | I AM.                | 본인        | 다큐멘터리 영화 |
| 2014 | 해적: 바다로 간 산적 | 흑묘        |                 |
| 2014 | 패션왕               | 곽은진      |                 |
| 2017 | 리얼                 | 송유화      |                 |
| 2019 | 페르소나             |             |                 |

### 예능·교양
| 연도 | 제목            | 역할   | 비고 |
| ---- | --------------- | ------ | ---- |
| 2010 | SBS 인기가요    | MC     |      |
| 2011 | 웰컴 투 더 SHOW | MC     |      |
| 2011 | TV 동물농장     | 객원MC |      |
| 2018 | 진리상점        |        |      |
| 2019 | 악플의 밤       | MC     | 유작 |

## 광고
| 연도      | 기업명                    | 브랜드명                | 종류                   | 공동 출연              |
| --------- | ------------------------- | ----------------------- | ---------------------- | ---------------------- |
| 2002      | 예신퍼슨스                | 마루아이 <지면 광고>    | 아동 의류              | 유승호                 |
| 2007      | 롯데제과                  | 빼빼로                  | 스낵                   |                        |
| 2009      | LG생활건강                | 나나스'비(nanas'b)      | 10대 화장품            | 샤이니                 |
| 2009      | LG전자                    | CYON 뉴 초콜릿 폰       | 핸드폰                 | F(x)                   |
| 2009~2011 | (주)화승                  | 케이스위스(K-SWISS)     | 스포츠 브랜드          | F(x)                   |
| 2010      | 중국 LG전자               | CYON 롤리팝             | 핸드폰                 | F(X)                   |
| 2010      | 이베이 코리아             | 옥션(신상 뽐 춤)        | 인터넷 쇼핑몰          |                        |
| 2010      | 오뚜기                    | 뿌셔뿌셔                | 스낵                   | F(x)                   |
| 2010      | CK 코리아                 | 캘빈클라인 진           | 의류 브랜드            | 빅토리아, 크리스탈     |
| 2010      | LG전자                    | CYON 옵티머스Z          | 핸드폰                 | 빅토리아, 공유         |
| 2010      | 크라운 제과               | 크라운 베이커리         | 프랜차이즈 제과제빵점  | F(x)                   |
| 2010      | 소니 코리아               | 사이버샷                | 카메라                 |                        |
| 2010      | 중국 H2                   | H2                      | 의류 브랜드            | 샤이니                 |
| 2010      | 한게임                    | 액션 RPG게임 그랑에이지 | 온라인 게임            | F(x)                   |
| 2010~2011 | (주)에리트 베이직         | 엘리트 학생복           | 교복                   | F(x), 인피니트         |
| 2010~2012 | (주)코리아 델로스         | 치킨매니아              | 치킨 프랜차이즈        | F(x)                   |
| 2011      | 코오롱 인더스트리         | QUA                     | 여성 의류              | 크리스탈               |
| 2011      | LG전자                    | LG전자 한류마케팅       | 가전제품               | F(x)                   |
| 2011      | 스무디킹 코리아           | 스무디킹                | 스무디 프랜차이즈      | 빅토리아               |
| 2011      | 네오위즈게임즈, EA 스포츠 | 피파온라인2             | 온라인 게임            |                        |
| 2012      | 일본 by P&D               | by P&D                  | 의류 브랜드            | F(x)                   |
| 2012      | 이랜드그룹                | 스파오                  | 의류                   | F(x)                   |
| 2012      | (주)NHN                   | 네이버 밴드             | 모바일 SNS 서비스      | 민호                   |
| 2013      | 한화                      | 한화 골든티켓           | 문화/축제              |                        |
| 2013      | SK텔레콤                  | LTE 무한능력 '눝'       | 이동통신               | 윤아, 규현, 민호 / EXO |
| 2013      | (주)쟈뎅                  | 쟈뎅 카페리얼           | 편의점 전용 아이스커피 |                        |
| 2013~2014 | 아모레퍼시픽              | 에뛰드 하우스           | 화장품                 | 크리스탈               |
| 2013~2014 | (주)발렌타인              | 러브캣 Paris            | 가방, 악세사리         | F(x)                   |
| 2013~2014 | (주)발렌타인              | 러브캣 비쥬             | 쥬얼리                 | F(x)                   |
| 2014      | 중국 조이시티             | 프리스타일2             | 온라인 게임            | F(x)                   |
| 2016      | 한국P&G                   | SK-II                   | 화장품                 |                        |
| 2016      | 스와로브스키 코리아       | 스와로브스키            | 주얼리                 |                        |
| 2016      | (주)지엔코                | 써스데이아일랜드        | 여성 의류              |                        |
| 2016~2019 | ELCA코리아                | 에스티 로더             | 화장품                 |                        |
| 2018      | 세원아이티씨              | 베디베로(VEDI VERO)     | 선글라스               |                        |
| 2018~2019 | 코오롱FnC                 | 럭키슈에뜨              | 의류                   |                        |
| 2018~2019 | Dr.Liv                    | 닥터리브 곤약젤리       | 식품                   |                        |

## 수상 경력
- 2005년 플러스케이(현.JK어뮤즈먼트) 엔터테인먼트 주최 예쁜 어린이 선발 대회 왕리본 어린이 상
- 2012년 SBS 연기대상 뉴스타상 《아름다운 그대에게》